# Bibliotheksgesetz
Als Bibliotheksgesetz bezeichnet man eine gesetzliche Grundlage für den Betrieb und den Unterhalt von Bibliotheken durch die öffentliche Hand. Oft wird – wie z. B. im Bibliothekswesen Irlands – durch ein Bibliotheksgesetz auch eine Körperschaft zur Förderung des Bibliothekswesens konstituiert. Mehr als die Hälfte der EU-Länder verfügt über Bibliotheksgesetze. Die andere Hauptform bibliotheksspezifischer Gesetzgebung ist das Pflichtexemplarrecht.

## Bibliotheksgesetze in Deutschland

### Geschichte
Ansätze für eine Büchereigesetzgebung gab es in Deutschland bereits in der Weimarer Zeit.
Das erste – wenn auch nicht demokratische – Bibliotheksgesetz dürfte das Gesetz der Reichsregierung vom 18. April 1940 über die Deutsche Bücherei in Leipzig gewesen sein, womit diese in eine Anstalt des öffentlichen Rechts umgewandelt und ihre Finanzierung zu zwei Fünfteln dem Reich, zu zwei Fünfteln dem Land Sachsen und zu einem Fünftel der Stadt Leipzig auferlegt wurde.
Das vermutlich erste parlamentarische deutsche Bibliotheksgesetz war das sächsische „Gesetz über die Demokratisierung des Büchereiwesens“ vom 4. Februar 1949 (Pflichtaufgabe für Gemeinden mit mehr als 1000 Einwohnern, § 2; Aufteilung der Finanzierung, § 6; Genehmigungserfordernis, § 8). Es galt nur bis zur Auflösung des Landes Sachsen 1952.
In der DDR gab es später eine Verordnung des Ministerrats „über die Aufgaben des Bibliothekssystems bei der Gestaltung des entwickelten gesellschaftlichen Systems des Sozialismus in der Deutschen Demokratischen Republik“ vom 31. Mai 1968, in der Bundesrepublik das „Gesetz über die Deutsche Bibliothek“ vom 31. März 1969.

### Aktuelle Gesetze und Gesetzgebungsverfahren
In Deutschland steht die Gesetzgebungskompetenz für Bibliotheksgesetze in erster Linie den Bundesländern zu. Der Bund hat lediglich für die Deutsche Nationalbibliothek im Jahr 2006 eine Novellierung des im Frühjahr 1969 zum ersten Mal verabschiedeten Gesetzes erlassen. Für Baden-Württemberg gilt das „Gesetz zur Förderung der Weiterbildung und des Bibliothekswesens“ vom 11. Dezember 1975. Die Enquete-Kommission „Kultur in Deutschland“ des Deutschen Bundestages empfiehlt in ihrem Abschlussbericht 2007 den Ländern, Bibliotheksgesetze zu erlassen und öffentliche Bibliotheken als Pflichtaufgabe festzuschreiben. Der Deutsche Bibliotheksverband veröffentlichte 2008 den Musterentwurf eines Bibliotheksgesetzes, der in § 2 die Unterhaltung Öffentlicher Bibliotheken als Pflichtaufgabe der Städte, Gemeinden und Landkreise und in § 8 die Kostenfreiheit der allgemeinen Benutzung des Bestandes ohne Ausleihe vorsieht.
Als erstes Bundesland hat daraufhin in Thüringen am 4. Juli 2008 der Landtag ein Bibliotheksgesetz beschlossen, das am 30. Juli 2008 in Kraft trat. Das Gesetz geht zurück auf eine Initiative des Landesverbandes Thüringen des Deutschen Bibliotheksverbandes unter Vorsitz des Direktors der Universitätsbibliothek Weimar Frank Simon-Ritz. Der Verband hatte bereits 2006 einen Gesetzesvorschlag vorgelegt, der im November 2007 von den Landtagsfraktionen der LINKEN und der SPD in den Thüringer Landtag eingebracht wurde. Die CDU-Mehrheitsfraktion hat daraufhin im April 2008 einen eigenen Entwurf in den Landtag eingebracht, der dann geringfügig geändert Gesetzeskraft erhielt. Trotz vielfacher Kritik wurden in diesem Gesetz die öffentlichen Bibliotheken nicht als kommunale Pflichtaufgabe festgeschrieben.
Ein zweites Bibliotheksgesetz liegt seit dem 27. Juli 2010 in Sachsen-Anhalt vor. Gesetzesvorlagen der LINKEN, sowie eine gemeinsame Vorlage von SPD und CDU unterschieden sich aufgrund der Vorlage eines Musterentwurfes durch den Bibliotheksverband nicht wesentlich. Bibliotheken werden als Bildungseinrichtung definiert – aber nicht als kommunale Pflichtaufgabe.
Das dritte neue Bibliotheksgesetz wurde am 23. September 2010 in Hessen, das vierte am 3. Dezember 2014 in Rheinland-Pfalz verabschiedet. Das fünfte Bibliotheksgesetz wurde am 30. August 2016 in Schleswig-Holstein verabschiedet. Für das Land Bremen wurde ein Bibliotheksgesetz am 23. März 2023 verabschiedet. Es wird erwartet, dass weitere Bundesländer ebenfalls Bibliotheksgesetze erlassen. Weitere Bundesländer regeln die Aufgaben von Bibliotheken über Kulturgesetzgebungen: In Nordrhein-Westfalen wurde das Kulturgesetzbuch Nordrhein-Westfalen am 1. Dezember 2021 und in Niedersachsen das Niedersächsische Kulturfördergesetz am 28. Juni 2022 verabschiedet.
Der praktische Nutzen der neuen Bibliotheksgesetze ist allerdings umstritten.